# Reggiane Re.2001
Die Reggiane Re.2001 Falco II war ein einsitziges Jagdflugzeug, das bei Reggiane in Italien gefertigt wurde.

## Geschichte
Der Vorgänger Reggiane Re.2000 hatte begrenzten Erfolg. Für die aus dieser Maschine weiterentwickelte Re.2001 sollte ein stärkerer Motor verwendet werden. Der ursprünglich vorgesehene Daimler-Benz DB 601 Aa stand jedoch nur begrenzt zur Verfügung; daher wurde auf eine Lizenzversion, den Alfa-Romeo R.A.1000 RC.41-I Monsone ausgewichen. Es wurden nur 252 Stück hergestellt, da auch dieser Motor für andere Typen (Macchi C.202) vorgesehen war.
Die Maschinen wurden zunächst von der Regia Aeronautica als Begleitschutzjäger für Bomber verwendet, dann für gelegentliche Störangriffe auf Malta als Jagdbomber. Als Abfangjäger zeichnete sie sich in Norditalien gegen alliierte Einflüge aus. Bei der alliierten Landung auf Sizilien erlitten die Re.2001 große Verluste.
Die meisten verbliebenen Maschinen flogen im Rahmen der Aeronautica Cobelligerante Italiana an der Seite der Alliierten, teilweise als Sturzbomber, dann zur Unterstützung jugoslawischer Partisanen. Nur einige wenige Maschinen flogen noch bei der Aeronautica Nazionale Repubblicana. Nach Ende der Kampfhandlungen blieben einige Exemplare als Trainer und Wetterbeobachter im Einsatz.
Um die Verfügbarkeitsprobleme der Motoren zu umgehen, wurden 100 Re.2001 Delta mit einem Isotta Fraschini Delta RC 16/48 mit 840 PS bestellt. Der Prototyp flog am 12. September 1942. Er litt aber unter vielen Motorproblemen. Daher wurde das Projekt eingestellt und die Bestellung storniert. Die Weiterentwicklung Reggiane Re.2002 wurde wieder mit einem Sternmotor ausgerüstet.

## Varianten

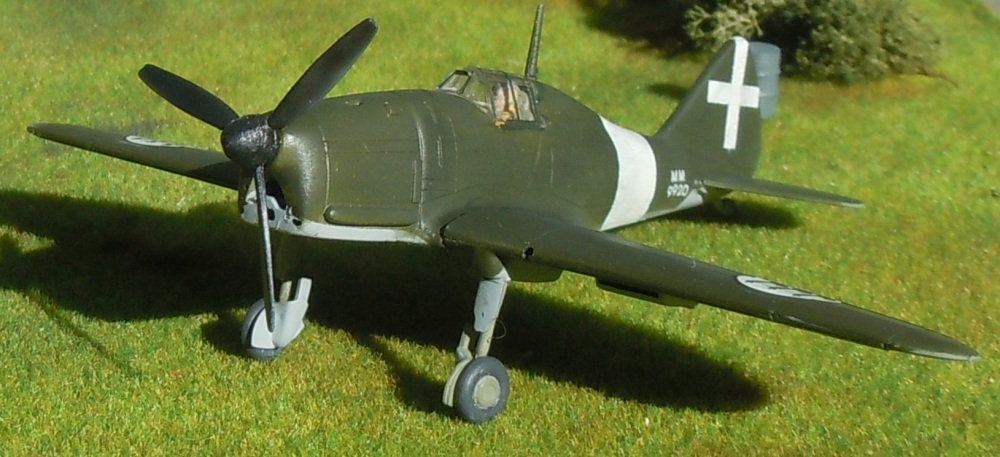
Modell Re.2001 Delta

- Serie I: Erste Produktionsserie; Jäger und Jagdbomber, erste Katapulttests
- CB: Modifizierter Jagdbomber mit max. einer 250-kg-Bombe
- O.R Serie II: Für die Marine entwickelt; bis 600 kg Außenlasten
- Serien III, IV: Jagdbomber
- CN: Nachtjäger (teilweise mit 1

2 × MG151/20, 2 × 12,7-mm-MG), als auch Jagdbomber
- G: Testflugzeug auf Basis O.R. mit Torpedo
- Delta: Testflugzeug mit Motor Isotta Fraschini Delta RC 16/48, 840 PS (ca. 620 kW)

## Militärische Nutzer
- Königreich Italien
  - Regia Aeronautica
  - Aeronautica Cobelligerante Italiana 8 Stück
- Italienische Sozialrepublik
  - Aeronautica Nazionale Repubblicana 1 Stück

## Technische Daten

Dreiseitenriss

| Kenngröße             | Daten |
| --------------------- | --- |
| Besatzung             | 1 |
| Länge                 | 8,63 m |
| Spannweite            | 11,00 m |
| Höhe                  | 3,15 m |
| Flügelfläche          | 20,40 m² |
| Flügelstreckung       | 5,9 |
| Leermasse             | 2460 kg |
| max. Startmasse       | 3240 kg |
| Höchstgeschwindigkeit | 545 km/h |
| Dienstgipfelhöhe      | 11.000 m |
| Reichweite            | 1100 km |
| Triebwerke            | 1 × Alfa-Romeo R.A.1000 RC.41-I Monsone mit 1.045 PS (ca. 770 kW) Startleistung in Meereshöhe                                  |
| Bewaffnung            | 2 × 12,7-mm-MG Breda-SAFAT oberhalb des Motors, 2 × 7,7-mm-MG Breda-SAFAT in Tragflächen und Abwurfbewaffnung je nach Variante |